# In the Dark (Album)
In the Dark ist das zwölfte Studioalbum der Band Grateful Dead.

## Geschichte
Das Album In the Dark wurde vom 6. bis 13. Januar 1987 aufgenommen und am 6. Juli 1987 vom Label Arista Records veröffentlicht.
Seit dem letzten Album Dead Set waren sechs Jahre vergangen, in denen die Band große Erfolge mit Liveauftritten feierte. Seit dem letzten Studioalbum Go to Heaven waren sieben Jahre vergangen. Neben den Auftritten fiel die Band, insbesondere Jerry Garcia, durch exzessiven Drogenmissbrauch auf. 1985 wurde er im Golden Gate Park wegen Drogenbesitzes verhaftet und er musste unter anderem als Strafe ein Benefizkonzert geben. 1986 fiel er kurzzeitig ins Koma und versuchte danach – allerdings erfolglos –, ohne Drogen zu leben.
Einige der Songs wurden im Marin County Veterans Auditorium unter simulierten Livebedingungen aufgenommen. Garcia nannte Marin County Veterans Auditorium einen netten Ort zum Aufnehmen; die Atmosphäre würde einen zum Arbeiten anregen. Wenn sie sonst im Freien spielten, spielten sie nicht wirklich; sie hingen eher rum; aber im Marin zu spielen, ohne Publikum, nur für sich selber zum Spaß, hatte die Form eines Experimentes.
In the Dark gilt als einziges Studioalbum der Band, in der sie das Feeling ihrer Liveshows einfangen und übermitteln konnte. Sowohl das Album als auch ausgekoppelte Singles erreichten Plätze innerhalb der Top 10 der jeweiligen Charts. Der Song Touch of Grey wurde der erfolgreichste der Bandgeschichte, der in den Mainstream Rock Charts sogar den ersten Platz belegte. Zudem war der Song das erste Lied der Band, zu dem es einen Musikclip gab, der auch regelmäßig bei MTV gespielt wurde.
Für das Albumcover war diesmal Herbie Green zuständig. Es zeigt die Augenpaare der sechs Musiker und zusätzlich ein siebtes Augenpaar, das dem Musikpromoter Bill Graham gehörte.
2004 erschien eine überarbeitete Version der sieben Lieder und sechs weiteren von Rhino Records für das Boxset Beyond Description (1973–1989), die dann auch 2006 als einzelne CD veröffentlicht wurden.

## Titelliste

### 1987 LP

#### Seite 1
1. Touch of Grey (Garcia, Hunter) – 5:47
2. Hell in a Bucket (Barlow, Weir) – 5:35
3. When Push Comes to Shove (Garcia, Hunter) – 4:05
4. West L.A. Fadeaway (Garcia, Hunter) – 6:39

#### Seite 2
1. Tons of Steel (Mydland) – 5:15
2. Throwing Stones (Barlow, Weir) – 7:18
3. Black Muddy River (Garcia, Hunter) – 5:58

My Brother Esau (Barlow, Weir) nicht auf der ursprünglichen LP. Nur auf der Kassette und auf der Japanausgabe. Später auch auf der Wiederveröffentlichung auf CD.

### 2004 Bonus
1. West L.A. Fadeaway – 7:09
2. Black Muddy River – 5:41
3. When Push Comes to Shove – 4:22
4. Touch of Grey – 5:47
5. Throwing Stones (live) – 9:36

## Kommerzieller Erfolge

### Chartplatzierungen
| ChartsChartplatzierungen       | Höchstplatzierung | Wochen |
| ------------------------------ | ----------------- | ------ |
| Vereinigte Staaten (Billboard) | 6 (34 Wo.)        | 34     |
| Vereinigtes Königreich (OCC)   | 57 (3 Wo.)        | 3      |

### Auszeichnungen für Musikverkäufe
| Land/Region               | Auszeichnungen für Musikverkäufe (Land/Region, Auszeichnung, Verkäufe) | Verkäufe  |
| ------------------------- | ---------------------------------------------------------------------- | --------- |
| Kanada (MC)               | Platin                                                                 | 100.000   |
| Vereinigte Staaten (RIAA) | 2× Platin                                                              | 2.000.000 |
| Insgesamt                 | 3× Platin ·                                                            | 2.100.000 |